# Groepjesgroefbij
De groepjesgroefbij (Lasioglossum malachurum) is een vliesvleugelig insect uit de familie Halictidae. De wetenschappelijke naam van de soort is voor het eerst geldig gepubliceerd in 1802 door Kirby.